# Tenacious D (TV-serie)
Tenacious D är en amerikansk komediserie som gick på HBO under 1997, 1999 och 2000. Den handlar om de uppdiktade händelserna kring det riktiga bandet Tenacious D, vars medlemmar är Jack Black och Kyle Gass. Alla seriens avsnitt är släppta på DVD.
Serien innehöll många sånger som sedan släppts på albumen Tenacious D (2001) och The Pick of Destiny (2006).

## Avsnitt lista
1. "Search for Inspirado"
2. "Angel in Disguise"
3. "Death of a Dream"
4. "The Greatest Song in the World"
5. "The Fan"
6. "Road Gig"

## Avsnittshandling

### Avsnitt 1:The Search for Inspirado
Efter en lyckad spelning under "open-mic night", ber värden att Tenacious D ska framföra en ny låt. Bandet söker efter "insperado" men finner inget. Pressen av detta gör att bandet splittras och detta blir inspirationen till deras nya låt.
Låtar framförda:
- Tenacious D Time
- History
- Rocket Sauce
- Kyle Quit the Band

### Avsnitt 2: Angel in Disguise
Jack blir kär i en tjej vid namn Flarna och berättar om detta för Kyle, som då gör ett försök att vinna hennes hjärta. Under deras kamp rövas Flarna bort av en rånare som skjuter Kyle. 
Låtar framförda:
- Double Team
- Karate
- Kyle Took A Bullet For Me

### Avsnitt 3: Death of a Dream
En skivbutiksägare övertalar duon att de ska bli rockstjärnor om de tror på Sasquatch. Bandet överger nästan sina drömmar, men räddas då de upptäcker Sasquatch. 
Låtar framförda:
- Cosmic Shame
- Kielbasa
- Sasquatch

### Avsnitt 4: The Greatest Song in the World
En författare flyttar in i lägenheten bredvid Tenacious D och när duon väsnas ringer grannen polisen.
Låtar frömförda:
- Tribute

### Avsnitt 5: The Fan
Jack kastar sitt osynliga plektrum till publiken och kan inte fortsätta uppträdandet utan det.
Låter framförda:
- Explosivo
- Lee
- Special Thing

### Avsnitt 6: Road Gig
Bandet bjuds in att spela på en klubb men hamnar hos en sekt.
Låtar framförda:
- Warning
- The Road (Delar av låten)
- History (Delar av låten)
- Jesus Ranch

## Låtar som är officiellt släppta
| Avsnitt                                   | Sång                 | Officiellt släppt   | Notering                                                                                              |
| Avsnitt 1: The Search for Inspirado       | "History"            | The Pick of Destiny | Sången hette från början "History of Tenacious D"                                                     |
| Avsnitt 1: The Search for Inspirado       | "Kyle Quit The Band" | Tenacious D         | Sången hette från början "Song of Exultant Joy"                                                       |
| Avsnitt 2: Angel in Disguise              | "Double Team"        | Tenacious D         | Sången hette från början "Sex Supreme"                                                                |
| Avsnitt 2: Angel in Disguise              | "Karate"             | Tenacious D         | |
| Avsnitt 3: Death of a Dream               | "Kielbasa"           | Tenacious D         | Sången hette från början "Kielbasa Sausage" och bara en del finns med i avsnittet.                    |
| Avsnitt 4: The Greatest Song in the World | "Tribute"            | Tenacious D         | Sången hette från början "Tribute (To The Greatest Song in The World)"                                |
| Avsnitt 5: The Fan                        | "Explosivo"          | Tenacious D         | |
| Avsnitt 5: The Fan                        | "Lee"                | Tenacious D         | |
| Avsnitt 6: Road Gig                       | "The Road"           | Tenacious D         | Denna låt spelas i början på bandet färd och spelas sedan i repris ("I met a tasty baby in Michigan") |
| Avsnitt 6: Road Gig                       | "Jesus Ranch"        | D Fun Pak           | |